# كارولي سابو (تكنولوجي)
كارولي سابو (بالمجرية: Szabó Károly)‏ هو تكنولوجي مجري، ولد في 17 نوفمبر 1916 في بودابست في المجر، وتوفي بنفس المكان في 28 أكتوبر 1964.